# Ocean Drive
Ocean Drive je ulica v South Beachu, južnem delu Miami Beacha na Floridi.
Poznana je po svojih hotelih v slogu art déco. 

## Galerija
- Tipične art déco zgradbe na Ocean Drive-u
- Ocean Drive